# 牟昌裕
牟昌裕（1752年—1808年），字啓崑，號松巖，山東登州府棲霞縣人。清朝政治人物。

## 生平
乾隆五十五年（1790年）進士。選翰林院庶吉士，散館改工部虞衡司主事。升郎中。嘉慶十年（1805年）改江南道監察御史。歷官掌河南道監察御史。